# رش جوي للمبيدات

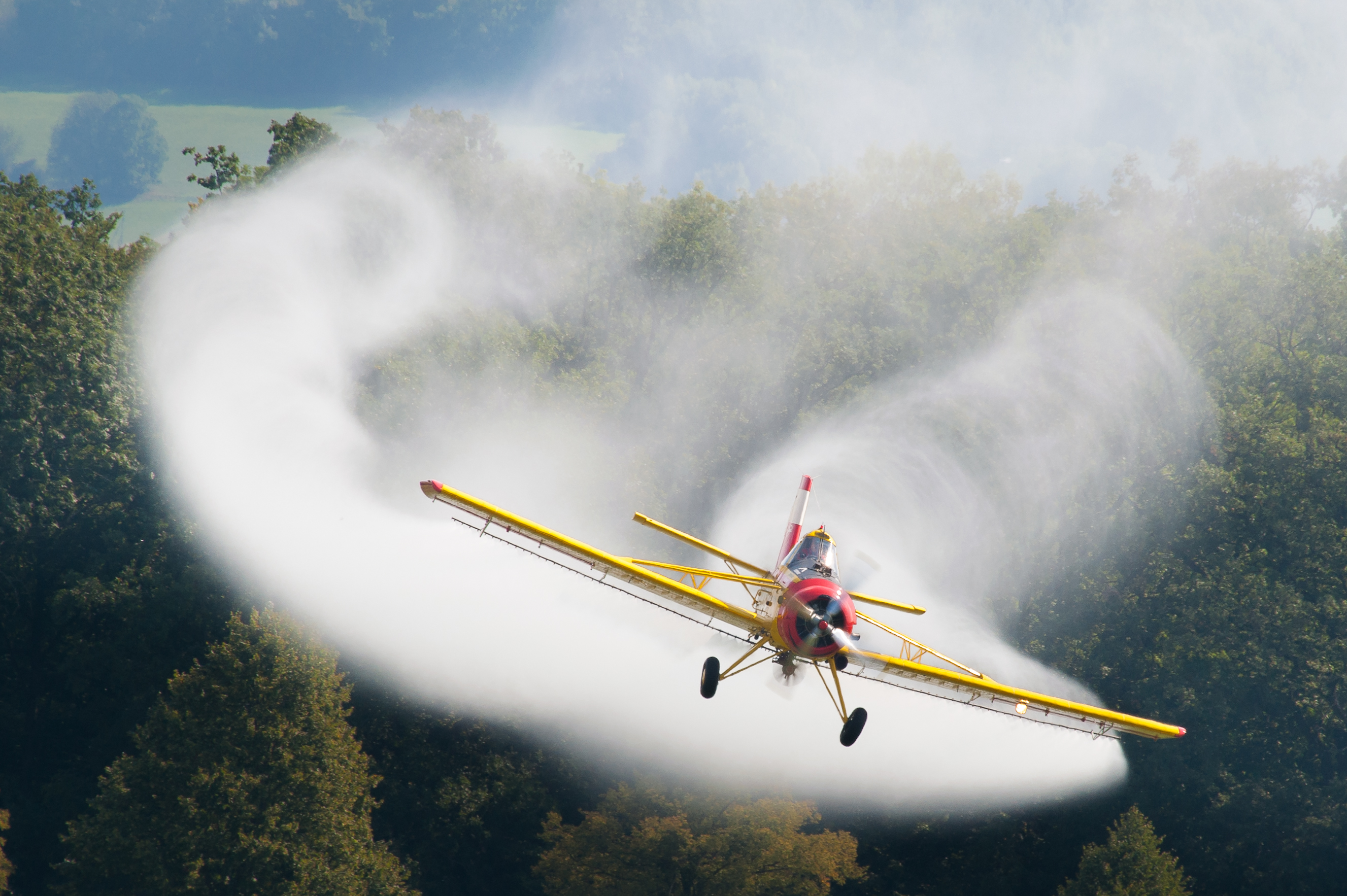
رش جوي للمبيدات من طائرة PZL-106 Kruk

الرش الجوي للمبيدات هو أسلوب لرش المحاصيل بمبيدات الآفات من الجو باستخدام طائرة زراعية.
استخدم هذا الأسلوب في القرن العشرين، وخاصة في اولايات المتحدة، والتي كان فيها أول عملية رش موثقة سنة 1921، حيث جرى رش زرنيخات الرصاص الهيدروجينية على حقول في ولاية أوهايو لمحاولة القضاء على يساريع بعض أنواع من العث.
إلا أن العديد من الدول وضعت قيوداً على رش المبيدات بهذا الأسلوب نظراً المخاطر على البيئة وعلى الصحة بسبب إمكانية حدوث انجراف لها، ولذلك أصدر الاتحاد الأوروبي توجيهاً بمنعها إلا في حالات استثنائية خاصة.